# Nikolaus Creutzburg
Nikolaus Robert Johannes Fritz Creutzburg (* 10. April 1893 in Fünfhöfen, Kreis Strelno; † 1. Oktober 1978 in Freiburg im Breisgau) war ein deutscher Geograph und Hochschulprofessor. Thematische Schwerpunkte seiner wissenschaftlichen Tätigkeit betrafen die Geomorphologie und Klimageografie, die Industriegeografie, die Kulturlandschaftsforschung sowie die Kartografie.

## Leben
Der Sohn eines Gutsbesitzers wurde in Fünfhöfen geboren und wuchs ab 1902 in Thüringen auf. Dort besuchte er das humanistische Gymnasium in Jena, wo er 1912 sein Abitur ablegte. Er studierte von 1912 bis zum Ausbruch des Ersten Weltkrieges an der Universität München Geographie vor allem bei Erich Dagobert von Drygalski; ein Semester war er an der Universität Wien eingeschrieben. Weitere Lehrer in München waren der Alpengeologe August Rothpletz und der Paläontologe Ferdinand Broili. 1920 wurde Creutzburg mit einer Arbeit über Die Formen der Eiszeit im Ankogelgebiet promoviert.
Ab 1922 war er Assistent bei Ludwig Mecking (1879–1952) an der Universität Münster, wo er sich 1924 mit einer bahnbrechenden Arbeit zu Standortfragen der Industrie des Thüringer Waldes habilitierte. In dieser Arbeit ging er neuen Möglichkeiten zur kartografischen Darstellung der Sachverhalte und Entwicklungen industrieller Standortfragen nach.
Zunächst wandte er sich vor allem zwei Arbeitsrichtungen zu, die zu seinen Forschungsschwerpunkten wurden: Kartografie sowie die geomorphologische Erforschung der Insel Kreta. Sein Interesse für diese Insel wurde von Alfred Philippson, dem Pionier der geologischen und geographischen Forschung im östlichen Mittelmeergebiet, angeregt. 1925 und 1926 unternahm er Forschungsreisen nach Kreta, denen zwei Publikationen über Die „Landschaften der Insel Kreta“ (1927) und „Kreta, Leben und Landschaft“ (1928) folgten.
Nach seiner Berufung zum außerordentlichen Professor an die Technische Universität Danzig im Jahre 1928 verlagerte sich sein Forschungsschwerpunkt, indem er sich vor allem Aufgaben und Verpflichtungen landes- und volkskundlicher Art widmete. Seine Publikationen dieser Zeit betreffen vor allem die Stadt Danzig, Polen und das deutsche Volkstum im Osten. Während seiner Zeit in Danzig war Creutzburg auch als Gau-Sachbearbeiter für Erdkunde im Nationalsozialistischen Lehrerbund (NSLB) tätig. Er war im November 1933 Mitunterzeichner des Bekenntnis der Professoren an den deutschen Universitäten und Hochschulen zu Adolf Hitler.
1934 wurde Creutzburg in eine Kommission berufen, die sich vornehmlich mit Ostforschung beschäftigte. Zusammen mit Carl Troll und Erich Obst wurde er Mitglied im Ausschuss „Deutsche Staats- und Wirtschaftskunde“ der Deutschen Akademie in München sowie 1936 Mitglied der Leopoldina zu Halle.
Im selben Jahr erhielt Creutzburg einen Ruf als Ordinarius an die Technische Hochschule Dresden als Nachfolger von Kurt Hassert, wo er 1940 auch zum Institutsdirektor ernannt wurde. Seine Tätigkeit als Beirat der Nord- und Ostdeutschen Forschungsgemeinschaft (seit 1940) und als Herausgeber von Petermanns Geographischen Mitteilungen (kurz PGM) standen im Schatten des Zweiten Weltkrieges, der seine wissenschaftliche Arbeit zum Erliegen brachte.
Von 1939 bis 1945 war Creutzburg zur Wehrmacht eingezogen. Zuletzt im Heeresvermessungswesen tätig, kam er nach Kriegsende in Kriegsgefangenschaft. Da Creutzburg NSDAP-Parteianwärter sowie Wehrmachtsoffizier gewesen war, wurde ihm nach 1945 die Rückkehr auf den Lehrstuhl in Dresden verweigert. Er wechselte an die Universität Göttingen, wo er ab 1946 einen Lehrauftrag am Geographischen Institut von Hans Mortensen (1894–1964) erhielt.
1948 erhielt Creutzburg eine Professur an der Universität Freiburg, zunächst als Lehrstuhlvertreter und ab 1951 als Ordinarius und Direktor des Geographischen Instituts I, wo er 1961 emeritiert wurde.
Neben seinen Forschungen zu klimatologischen Themen wandte er sich ab 1956 wieder der Insel Kreta zu, wo er sich fast jedes Jahr zweimal aufhielt. Aufgrund der Geländeaufnahmen von Creutzburg und seinen Mitarbeitern konnte 1977 eine Geologische Karte Kretas im Maßstab 1:200.000 publiziert werden. 1958 erschien zudem eine Studie zu Problemen des Gebirgsaufbaues und der Morphogenese auf der Insel Kreta. Daneben beschäftigte sich Creutzburg mit paläontologischen und siedlungs- und wirtschaftsgeographischen Problemen dieser Mittelmeerinsel.
Creutzburgs Grab befindet sich auf dem Friedhof Bergäcker in Freiburg-Littenweiler.

## Ehrungen
Creutzburg hat neben seinen erdwissenschaftlichen Erkenntnissen von Kreta auch zur floristischen Erforschung der Insel beigetragen. Zu seinen Ehren wurde die in Kreta endemische Glockenblumen-Art Campanula creutzburgii nach ihm benannt.

## Mitgliedschaften und Funktionen
- 1936: Mitglied der Leopoldina
- 1938–1945: Herausgeber der Fachzeitschrift „Petermanns Geographische Mitteilungen“
- 1967: Ordentliches Mitglied der Heidelberger Akademie der Wissenschaften (Mathematisch-naturwissenschaftliche Klasse)

## Werke
- Die Formen der Eiszeit im Ankogelgebiet Berlin. Borntraeger, 1921 (Dissertation zur Erlangung der Doktorwürde)
- Das Lokalisationsphänomen der Industrien: am Beispiel des nordwestlichen Thüringer Waldes. Engelhorn, Stuttgart 1925 (Habilitationsschrift)
- Die Entwicklung des nordwestlichen Thüringer Waldes zur Kulturlandschaft. In: Freie Wege vergleichender Erdkunde, München 1925
- Kreta: Leben und Landschaft; nach einem Vortrag … In: Zeitschrift der Gesellschaft für Erdkunde zu Berlin, ISSN 1614-2055 (1928), S. 16–38
- Kultur im Spiegel der Landschaft: das Bild der Erde in seiner Gestaltung durch den Menschen; ein Bilderatlas Leipzig: Bibliogr. Inst., 1930
- Ostpreussen: anlässlich des 24. Deutschen Geographentag in Danzig; den Teilnehmern am Geographentag 1931 Gotha: Perthes, 1931
- Landschaften des deutschen Nordostens Breslau, 1931
- Der Nordosten; 1; Landschaften des deutschen Nordostens. Hirt 1931
- Danzig und sein Hinterland In: Verhandl. u. Wissensch. Abhandl. d. 24. Deutsch. Geogr.-Tages Danzig 1931
- Rechtsverhältnisse im Danziger Hafen. In: Petermanns Geographische Mitteilungen, Band 78 1932
- Meyers grosser Hand-Atlas: 360 Haupt- und Nebenkarten nebst alphabetischem Namenverzeichnis, geographischen Kartenerläuterungen und einem Leseglas. Leipzig: Bibliograph. Inst., 1933
- Die ländlichen Siedlungen der Insel Kreta In: Die ländlichen Siedlungen in verschiedenen Klimazonen (1933), S. 55–66
- Meyers grosser Hand-Atlas Leipzig: Bibliogr. Inst., 1933
- Die Volkstumsfrage im deutschen Ostraum. 1933
- Sprache und Volkstum im deutschen Ostraum. In: Petermanns Mitteilungen. Jg. 80 1934
- Die Bedeutung des deutschen Ostens für das Schicksal unseres Volkes In: Zeitschrift für Erdkunde 4/1936, S. 1–12
- Atlas der Freien Stadt Danzig. Danzig: Danziger Verl.-Ges., 1936
- Die Landschaften Thüringens. In: Zeitschrift für Erdkunde 4/1936
- Das Schicksal der deutschen Volksgruppe im Industriebezirk von Bialystok. In: Deutsche Monatshefte in Polen, Jahrg. 3(13), Heft 5, 1936
- Die Weichsel in ostmitteleuropäischen Raum. In: Die Weichsel. Ihre Bedeutung als Strom und Schiffahrtsstraße und ihre Kulturaufgaben, Leipzig (1939), S. 1–76
- Friedrich Leyden: ein deutscher Geograph In: Zeitschrift der Gesellschaft für Erdkunde zu Berlin, ISSN 0013-9998 (1950/51), 3/4, S. 339–347
- Klima, Klimatypen und Klimakarten, in: Petermanns geographische Mitteilungen 94/1950
- Otto Jessen: 18. Februar 1891 – 9. Juni 1951 In: Jahrbuch, ISSN 0084-6090 (1952), S. 189–196
- Freiburg und der Breisgau: ein Führer durch Landschaft und Kultur. Freiburg i.Br.: Schulz, 1954
- Freiburg und der Breisgau: ein Führer durch Landschaft und Kultur. Freiburg i. Br.: Kehrer, 1954
- Eine Methode zur kartographischen Darstellung der Jahreszeitenklimate In: Tagungsbericht und wissenschaftliche Abhandlungen, ISSN 0083-5684 (1957), S. 266–271
- Probleme des Gebirgsaufbaues und der Morphogenese auf der Insel Kreta Freiburg im Breisgau: Schulz, 1958
- Klimatypen der Erde. Mit Karl Albert Habbe Karte 1:50 Mio. 1964
- Die Ethia-Serie des südlichen Mittelkreta und ihre Ophiolithvorkommen Berlin [u. a.]: Springer, 1969

## Belege
1. ↑  Bekenntnis, S. 132

| Personendaten    | Personendaten                                                   |
| ---------------- | --------------------------------------------------------------- |
| NAME             | Creutzburg, Nikolaus                                            |
| ALTERNATIVNAMEN  | Creutzburg, Nikolaus Robert Johannes Fritz (vollständiger Name) |
| KURZBESCHREIBUNG | deutscher Geograph und Hochschulprofessor                       |
| GEBURTSDATUM     | 10. April 1893                                                  |
| GEBURTSORT       | Fünfhöfen, Kreis Strelno                                        |
| STERBEDATUM      | 1. Oktober 1978                                                 |
| STERBEORT        | Freiburg im Breisgau                                            |